# Venus in Furs
„Venus in Furs“ je v pořadí čtvrtá skladba z debutového alba americké rockové skupiny The Velvet Underground nazvaného The Velvet Underground & Nico z roku 1967. Hudbu i text ke skladbě napsal Lou Reed. Její název vznikl podle knihy Venuše v kožichu − v anglickém originále Venus in Furs Leopolda von Sacher-Masocha.
Její první verze byla nahrána na Ludlow Street v New Yorku v červenci 1965 v sestavě Reed, John Cale a Sterling Morrison spolu s dalšími pěti skladbami. Tato verze vyšla až v roce 1995 na albu Peel Slowly and See. V této verzi zpíval Cale a v klasické verzi vydané na albu The Velvet Underground & Nico zpíval Reed a Cale sbluhoval violu. Její koncertní verze vyšly na různých albech, jsou to buď alba skupiny The Velvet Underground Live MCMXCIII (1993) a Bootleg Series Volume 1: The Quine Tapes (2001). Skladbu rovněž při svých vlastních koncertech hrál jak Cale tak i Reed. Vyšla na koncertních albech Spanish Fly: Live in Spain (Reed, 2005), Circus Live (Cale, 2007)
V klasické studiové verzi rovněž vyšla na kompilacích: Andy Warhol's Velvet Underground featuring Nico (1971), Chronicles (1991), What Goes On (1993), Rock and Roll: An Introduction to The Velvet Underground (2001), The Very Best of the Velvet Underground (2003), Gold (2005), The Velvet Underground Playlist Plus (2008) a Conflict & Catalysis: Productions & Arrangements 1966-2006 (2012).
Skladbu předělala například i skupina Melvins, jejíž verze vyšla na společném singlu se skupinou Nirvana, kteří zde nahrály píseň Here She Comes Now. Singl vyšel v roce 1991 pod názvem „Here She Comes Now“ / „Venus in Furs“. V roce 2012 skladbu předělal Rodolphe Burger a vydal ji na svém albu This Is a Velvet Underground Song That I'd Like to Sing. Mezi další umělce, kteří nahráli svou verzi skladby „Venus in Furs“ patří The Smashing Pumpkins, Beck Hansen, DeVotchKa, Monster Magnet nebo The Creatures.
Roku 2016 vydal vlastní verzi písně zpěvák Julian Casablancas (byla nahrána speciálně pro seriál Vinyl).
Byla použita ve filmech The Doors (1991), Nico Icon (1995), Victoria Died in 1901 and Is Still Alive Today (2001), Blade: Trinity (2004), Last Days Poster (2005), Worried About the Boy (2010) nebo i v epizodě „Leave Out All the Rest“ (2008) seriálu Kriminálka Las Vegas.